# 2. armija (Njemačko Carstvo)
2. armija (njem. 2. Armee / Armeeoberkommando 2 / A.O.K. 2) je bila vojna formacija njemačke vojske u Prvom svjetskom ratu. Tijekom Prvog svjetskog rata djelovala je na Zapadnom bojištu, te je sudjelovala u nekim od najznačajnijih bitaka koje su se vodile na navedenom ratištu.

## Povijest
Druga armija formirana je 2. kolovoza 1914. sa sjedištem stožera u Hannoveru. Njezinim prvim zapovjednikom postao je general pukovnik Karl von Bülow kojemu je načelnik stožera bio general bojnik Otto von Lauenstein. Na početku rata sastojala se od šest korpusa i to Gardijskog, VII., X., VII. pričuvnog, X. pričuvnog i Gardijskog pričuvnog korpusa te je bila jačine od oko 260.000 ljudi. Druga armija se nalazila na desnom krilu njemačkog rasporeda, te je, sukladno Schlieffenovom planu, trebala podržavati napredovanje 1. armije kroz Belgiju, te njezino okruživanje lijevog krila francuske vojske i Pariza.
Druga armija je na početku rata brzo napredovala kroz Belgiju. tako je započela opsadu Namura, kojeg je brzo i osvojila 23. kolovoza 1914., te se u Bitci kod Charleroia (21. kolovoza 1914.) sukobila s francuskom 5. armijom po zapovjedništvom Charlesa Lanrezaca prisilivši istu na povlačenje. Nakon toga 2. armija se ponovno sukobila s francuskim i britanskim snagama u Bitci kod La Cateaua (26. kolovoza 1914.), te je u Bitci kod St. Quentina (29. kolovoza 1914.) ponovno prisilila francusku 5. armiju na povlačenje. Jedinice 2. armije sudjelovale su i u opsadi tvrđave Maubeuge koju su i osvojile 7. rujna 1914. godine.
Napredovanjem 1. i 2. armije stvorila se međutim, između njih praznina od 50-ak kilometara. Saveznici su to primijetili, te su napali njemačke armije koje su u Prvoj bitci na Marni (5. – 12. rujna 1914.) porazile i prisilile na povlačenje. Nakon povlačenja saveznici su nastavljajući ofenzivu napali 2. armiju kada je ona zauzela položaje na rijeci Aisnei, ali su njihovi napadi u Prvoj bitci na Aisnei (13. – 28. rujna 1914.) odbijeni, nakon čega je došlo do razdoblja rovovskog ratovanja.

U ožujku 1915. zapovjednik 2. armije Karl von Bülow pretrpio je srčani udar, te ga je na mjestu zapovjednika zamijenio general pješaštva Fritz von Below. Fritz von Below je zapovijedao 2. armijom na početku savezničke ofenzive na Sommi. Tijekom Bitke na Sommi (1. srpnja – 18. studenog 1916.), 2. armija se radi suzbijanja britanske ofenzive toliko povećala da je 19. lipnja 1916. od njezinog lijevog (sjevernog) krila ponovno formirana ranije raspuštena 1. armija. Fritz von Below postao je zapovjednikom novoformirane 1. armije, dok je novim zapovjednikom 2. armije postao general topništva Max von Gallwitz. U prosincu 1916. Gallwitza na mjestu zapovjednika zamjenjuje general konjice Georg von der Marwitz koji 2. armijom zapovijedao tijekom Bitke kod Cambraia (20. studeni - 8. prosinac 1917.) u kojem su britanske snage pokušale intenzivnom uporabom topništva i tenkova probiti njemačku frontu u čemu nisu uspjele s obzirom na to da su jedinice 2. armije protunapadom povratile izgubljeni teritorij.
Zajedno s novoformiranom 17. armijom, te također novoformiranom 18. armijom, 2. armiji je bila namijenjena presudna uloga u odlučnoj njemačkoj ofenzivi (Kaiserschlacht) na Zapadnom bojištu kojom je njemački glavni stožer želio ostvariti presudnu pobjedu prije nego što na bojište pristignu američke snage. Druga armija je tako sudjelovala Drugoj bitci u Pikardiji (21. ožujka - 5. travnja 1918.) ili Operaciji Michael, prvom napadu od pet njemačke Proljetne ofenzive. Navedeni napad bio je samo djelomično uspješan jer, iako su savezničke snage bile uzdrmane, odlučujući rezultati nisu bili postignuti. Saveznicima su nanijeti veliki gubici, ali veliki gubici su zadobile i njemačke snage koje ih nisu mogle nadoknaditi kao saveznici kojima je polako u pomoć pristizala američka vojska.
Nakon neuspjeha njemačke Proljetne ofenzive saveznici ojačani pristiglim američkim jedinicama krenuli su u protunapad, te je 2. armija u Bitci kod Amiensa (8. – 11. kolovoza 1918.) pretrpjela težak poraz koji je Ludendorff nazvao "crnim danom za njemačku vojsku". Njemačka fronta je u navedenoj bitci probijena u širini od 24 kilometara, te je 2. armija prisiljena na povlačenje. Druga armija je nakon toga pretrpjela poraze u Bitci kod Bapaumea (21. kolovoz – 1. rujan 1918.) i Bitci kod St. Quentina (22. rujna – 9. listopada 1918.) nakon čega je Marwitza na mjestu zapovjednika 2. armije zamijenio general pješaštva Adolph von Carlowitz. Nakon završetka rata 2. armija je 13. siječnja 1919. rasformirana u Gemblouxu.

## Zapovjednici
Karl von Bülow (2. kolovoza 1914. – 4. travnja 1915.)

Fritz von Below (4. travnja 1915. – 19. srpnja 1916.)

Max von Gallwitz (19. srpnja 1916. – 17. prosinca 1916.)

Georg von der Marwitz (17. prosinca 1916. – 22. rujna 1918.)

Adolph von Carlowitz (22. rujna 1918. – 13. studenog 1918.)

## Načelnici stožera
Otto von Lauenstein (2. kolovoza 1914. – 23. prosinca 1914.)

Ernst von Zieten (23. prosinca 1914. – 30. lipnja 1915.)

Ernst von Hoeppner (30. lipnja 1915. – 13. travnja 1916.)

Paul Grünert (13. travnja 1916. – 2. srpnja 1916.)

Fritz von Lossberg (2. srpnja 1916. – 19. srpnja 1916.)

Bernhard Bronsart von Schellendorff (19. srpnja 1916. – 25. listopada 1916.)

Wilhelm Wild (25. listopada 1916. – 17. travnja 1917.)

Richard von Pawelsz (17. travnja 1917. – 27. kolovoza 1917.)

Max Stapff (27. kolovoza 1917. – 27. veljače 1918.)

Erich von Tschischwitz (27. veljače 1918. – 10. kolovoza 1918.)

Willi von Klewitz (10. kolovoza 1918. – 22. rujna 1918.)

Friedrich von Miaskowski (22. rujna 1918. – 13. studenog 1918.)

## Bitke
Bitka kod Charleroia (21. kolovoza 1914.)

Opsada Namura (21. – 23. kolovoza 1914.)

Opsada Maubeuga (24. kolovoza – 7. rujna 1914.)

Bitka kod La Cateaua (26. kolovoza 1914.)

Bitka kod St. Quentina (29. kolovoza 1914.)

Prva bitka na Marni (5. – 12. rujna 1914.)

Prva bitka na Aisnei (13. – 28. rujna 1914.)

Bitka na Sommi (1. srpnja – 18. studenog 1916.)

Bitka kod Cambraia (20. studeni - 8. prosinac 1917.)

Druga bitka u Pikardiji (Operacija Michael) (21. ožujka - 5. travnja 1918.)

Bitka kod Amiensa (8. – 11. kolovoza 1918.)

Bitka kod Bapaumea (21. kolovoz – 1. rujan 1918.)

Bitka kod St. Quentina (22. rujna – 9. listopada 1918.)

## Vojni raspored 2. armije na početku Prvog svjetskog rata
Zapovjednik: general pukovnik Karl von Bülow

Načelnik stožera: general poručnik Otto von Lauenstein

- Gardijski korpus (genpj. Karl von Plettenberg)
  - 1. gardijska divizija (gen. Hutier)
  - 2. gardijska divizija (gen. Winckler)

- VII. korpus (genpj. Karl von Einem)
  - 13. pješačka divizija (gen. von dem Borne)
  - 14. pješačka divizija (gen. Fleck)

- X. korpus (genpj. Otto von Emmich)
  - 19. pješačka divizija (gen. Hofmann)
  - 20. pješačka divizija (gen. Schmundt)

- Gardijski pričuvni korpus (gentop. Max von Gallwitz)
  - 1. gardijska pričuvna divizija (gen. Albrecht)
  - 3. gardijska pričuvna divizija (gen. Bonin)

- VII. pričuvni korpus (genpj. Hans von Zwehl)
  - 13. pričuvna divizija (gen. A. Kühne)
  - 14. pričuvna divizija (gen. Unger)

- X. pričuvni korpus (genpj. Günther von Kirchbach)
  - 2. gardijska pričuvna divizija (gen. Süsskind)
  - 19. pričuvna divizija (gen. Bahrfeldt)

## Vojni raspored 2. armije u Prvoj bitci na Marni
Zapovjednik: general pukovnik Karl von Bülow

Načelnik stožera: general poručnik Otto von Lauenstein

- Gardijski korpus (genpj. Karl von Plettenberg)
  - 1. gardijska divizija (gen. Hutier)
  - 2. gardijska divizija (gen. Winckler)

- VII. korpus (genpj. Karl von Einem)
  - 13. pješačka divizija (gen. von dem Borne)
  - 14. pješačka divizija (gen. Fleck)

- X. korpus (genpj. Otto von Emmich)
  - 19. pješačka divizija (gen. Hofmann)
  - 20. pješačka divizija (gen. Schmundt)

- X. pričuvni korpus (genpj. Johannes von Eben)
  - 2. gardijska pričuvna divizija (gen. Süsskind)
  - 19. pričuvna divizija (gen. Bahrfeldt)

- I. konjički korpus (genkonj. Manfred von Richthofen)
  - Gardijska konjička divizija (gen. Storch)
  - 5. konjička divizija (gen. Ilsemann)

VII. pričuvni korpus, iako u sastavu 1. armije, nije sudjelovao u bitci.

## Vojni raspored 2. armije sredinom prosinca 1914.
Zapovjednik: general pukovnik Karl von Bülow

Načelnik stožera: general poručnik Otto von Lauenstein

- XVIII. korpus (genpj. Heinrich Dedo von Schenck)
  - 21. pješačka divizija (gen. Oven)
  - 25. pješačka divizija (gen. Kühne)

- XXI. korpus (genpj. Fritz von Below)
  - 31. pješačka divizija (gen. Berrer)
  - 42. pješačka divizija (gen. Bredow)

- I. bavarski korpus (genpj. Oskar von Xylander)
  - 1. bavarska divizija (gen. Schoch)
  - 2. bavarska divizija (gen. Hetzel)

- XIV. pričuvni korpus (genpor. Hermann von Stein)
  - 26. pričuvna divizija (gen. Soden)
  - 28. pričuvna divizija (gen. Pavel)

## Vojni raspored 2. armije u Bitci na Sommi
Zapovjednik: general pješaštva Fritz von Below

Načelnik stožera: general bojnik Paul Grünert

- XIV. pričuvni korpus (genpor. Hermann von Stein)Fritz von Below, zapovjednik 2. armije u Bitci na Sommi
  - 2. gardijska pričuvna divizija (gen. Süssind)
  - 52. pješačka divizija (gen. Borries)
  - 26. pričuvna divizija (gen. Soden)
  - 3. gardijska divizija (gen. Lindequist)
  - 185. pješačka divizija (gen. Uthmann)
  - 28. pričuvna divizija (gen. Hahn)
  - 12. pričuvna divizija (gen. Kehler)

- VI. pričuvni korpus (genpj. Konrad von Gossler)
  - 12. pješačka divizija (gen. Chales de Beaulieu)
  - 11. pričuvna divizija (gen. Hertzberg)
  - 10. bavarska divizija (gen. Burkhardt)
  - 183. pješačka divizija (gen. Schüssler)
  - 123. pješačka divizija (gen. Lucius)

- IV. korpus (genpj. Friedrich Sixt von Arnim)
  - 7. pješačka divizija (gen. Riedel)
  - 8. pješačka divizija (vojv. Ernst II od Sachen-Altenburga)

## Vojni raspored 2. armije krajem kolovoza 1916.
Zapovjednik: general topništva Max von Gallwitz

Načelnik stožera: pukovnik Bernhard Bronsart von Schellendorff

- IX. korpus (genpj. Ferdinand von Quast)
  - 28. pješačka divizija (gen. Langer)
  - 17. pješačka divizija (gen. Minckwitz)
  - 18. pješačka divizija (gen. Blottnitz)
  - divizija Francke (gen. Francke)
  - 8. bavarska pričuvna divizija (gen. Stein)

- XVII. korpus (genpj. Günther von Pannewitz)
  - 35. pješačka divizija (gen. Hahn)
  - 36. pješačka divizija (gen. Kehler)

- Gardijski korpus (genpj. Karl von Plettenberg)
  - 11. pješačka divizija (gen. Webern)
  - 44. pričuvna divizija (gen. Wichmann)
  - 15. landverska divizija (gen. Sack)

## Vojni raspored 2. armije u ožujku 1917.
Zapovjednik: general konjice Georg von der Marwitz

Načelnik stožera: pukovnik Wilhelm Wild

- VIII. pričuvni korpus (genpor. Georg Wichura)
  - 29. pješačka divizija (gen. von der Heyde)
  - 111. pješačka divizija (gen. Sontag)

- XVIII. korpus (genpor. Viktor Albrecht)
  - 221. pješačka divizija (gen. von der Chevallerie)
  - 25. pješačka divizija (gen. Dresler)

- XVII. korpus (genpor. Paul Fleck)
  - 11. pješačka divizija (gen. Schoeler)
  - 35. pješačka divizija (gen. Hahn)
  - 36. pješačka divizija (gen. Kehler)
  - 15. pričuvna divizija (gen. Limbourg)

- Gardijski korpus (genpj. Ferdinand von Quast)
  - 44. pričuvna divizija (gen. Fölkersamb)
  - 47. landverska divizija (gen. Müller)
  - 23. pješačka divizija (gen. Bärensprung)

- Armijska pričuva
  - 2. gardijska divizija (gen. Friedeburg)
  - 56. pješačka divizija (gen. Wichmann)

## Vojni raspored 2. armije u lipnju 1917.
Zapovjednik: general konjice Georg von der Marwitz

Načelnik stožera: potpukovnik Richard von Pawelsz

- IX. korpus (genpor. Horst von Oetinger)
  - 121. pješačka divizija (gen. Ditfurth)
  - 18. pješačka divizija (gen. Blottnitz)

- XIII. korpus (genpj. Theodor von Watter)
  - 27. pješačka divizija (gen. Maur)
  - 3. pričuvna divizija (gen. Rusche)
  - 111. pješačka divizija (gen. Busse)

- XVIII. korpus (genpor. Viktor Albrecht)
  - 234. pješačka divizija (gen. Stumpff)
  - 12. pričuvna divizija (gen. Dumrath)
  - 235. pješačka divizija (gen. Tresckow)

- XVII. korpus (genpor. Paul Fleck)
  - 208. pješačka divizija (gen. Groddeck)
  - 13. landverska divizija (gen. Gayl)

- Armijska pričuva
  - 35. pješačka divizija (gen. Hahn)
  - 25. pješačka divizija (gen. Dresler)

## Vojni raspored 2. armije u Proljetnoj ofenzivi
Zapovjednik: general konjice Georg von der Marwitz

Načelnik stožera: pukovnik Erich von Tschischwitz

- XXXIX. pričuvni korpus (genpj. Hermann von Staabs)Georg von der Marwitz, zapovjednik 2. armije u Proljetnoj ofenzivi
  - 16. pričuvna divizija (gen. Hertzberg)
  - 21. pričuvna divizija (gen. Briese)

- XIII. korpus (genpj. Theodor von Watter)
  - 27. pješačka divizija (gen. Maur)
  - 107. pješačka divizija (gen. Havenstein)
  - 183. pješačka divizija (gen. Schüssler)
  - 54. pričuvna divizija (gen. Wencher)
  - 3. mornarička divizija (gen. K. Moltke)

- XXIII. pričuvni korpus (genpj. Hugo von Kathen)
  - 18. pješačka divizija (gen. Blottnitz)
  - 50. pješačka divizija (gen. Engelbrechten)
  - 79. pričuvna divizija (gen. Landauer)
  - 9. pričuvna divizija (gen. Zglinicki)
  - 13. pješačka divizija (gen. Borries)
  - 199. pješačka divizija (gen. Puttkamer)

- XIV. korpus (genpor. Friedrich von Gontard)
  - 4. gardijska divizija (gen. Finck von Finckenstein)
  - 25. pješačka divizija (gen. Dresler und Scharfenstein)
  - 1. pješačka divizija (gen. Paschen)
  - 228. pješačka divizija (gen. von der Heyde)

- LI. korpus (genpor. Eberhard von Hofacker)Adolph von Carlowitz, posljednji zapovjednik 2. armije
  - 208. pješačka divizija (gen. Groddeck)
  - 19. pješačka divizija (gen. Hülsen)
  - Gardijska ersatzka divizija (gen. Poseck)

## Vojni raspored 2. armije krajem listopada 1918.
Zapovjednik: general pješaštva Adolph von Carlowitz

Načelnik stožera: pukovnik Friedrich von Miaskowski

- LIV. korpus (genpj. Alfred von Larisch)
  - 21. pričuvna divizija (gen. Briese)
  - 22. pješačka divizija (gen. Neubaur)
  - 4. pješačka divizija (gen. Marchard)
  - 113. pješačka divizija (gen. Passow)
  - 239. pješačka divizija (gen. Reitzenstein)
  - 12. pričuvna divizija (gen. O. Arnim)
  - Lovačka divizija (gen. Dassel)
  - 185. pješačka divizija (gen. Horn)

- IV. pričuvni korpus (genpj. Richard von Conta)
  - 14. pješačka divizija (gen. Pohlmann)
  - 58. pješačka divizija (gen. Vitzthum von Eckstaedt)
  - 18. pričuvna divizija (gen. Wrisberg)
  - 30. pješačka divizija (gen. Riebensahm)
  - 44. pričuvna divizija (gen. Haas)

- LI. korpus (gen. Hans von Below)
  - 243. pješačka divizija (gen. Schippert)
  - 121. pješačka divizija (gen. Bressler)
  - 54. pješačka divizija (gen. Kabisch)
  - 1. gardijska pričuvna divizija (gen. Tiede)
  - 22. pričuvna divizija (gen. Sydow)

## Vanjske poveznice
(eng.) 2. armija na stranici Prussian Machine.com

(njem.) 2. armija na stranici Deutschland14-18.de  Arhivirana inačica izvorne stranice od 5. listopada 2013. (Wayback Machine)

(njem.) 2. armija na stranici Wiki-de.genealogy.net